# دوين كوزينز
دوين كوزينز (بالإنجليزية: Duane Cousins) هو منافس ألعاب قوى أسترالي، ولد في 13 يوليو 1973.

## وصلات خارجية
- دوين كوزينز على موقع الاتحاد الدولي لألعاب القوى (الإنجليزية)
- دوين كوزينز على موقع النتائج التاريخية لألعاب القوى الأسترالية (الإنجليزية)
- دوين كوزينز على موقع أوليمبيديا (الإنجليزية)
- دوين كوزينز على موقع اللجنة الأولمبية الأسترالية (الإنجليزية)
- دوين كوزينز على موقع اتحاد ألعاب الكومنولث (مؤرشف) (الإنجليزية)